# گورستان سید قاقا
قبرستان سید قاقا مربوط به عصر آهن است و در شهرستان گنبدکاووس، روستای سارجه کرپایین واقع شده و این اثر در تاریخ ۲۲ تیر ۱۳۷۹ با شمارهٔ ثبت ۲۷۴۰ به‌عنوان یکی از آثار ملی ایران به ثبت رسیده است.